# Інавгурація Джо Байдена
Інавгурація 46-го президента США Джо Байдена відбулась 20 січня 2021 року на Західному фронті Капітолія США у Вашингтоні, округ Колумбія, і стала 59-ю інавгурацією президента. 
Спочатку присягу склала віцепрезидентка Камала Гарріс, а згодом — президент Джо Байден.
Церемонія вперше пройшла із суворими обмеженнями, пов'язаними з пандемією коронавірусу.

## Інавгураційні заходи
До присяги нового президента приводив головний суддя Верховного суду Джон Робертс. Байден склав присягу, поклавши руку на Біблію, яка зберігається в його родині з 1893 року. На ній же він присягав під час церемонії вступу на посаду віцепрезидента 2009 і 2013 років. Цю ж Біблію використовували щоразу, коли він складав присягу як сенатор від штату Делавер.

## Промова
Байден виступив з 21-хвилинною промовою, в якій закликав американців до єднання. Він структурно вибудував промову на основі двох перемог і заклику до єднання заради майбутнього. Відомо, що допомагав в написанні промови спічрайтер Віней Редді. Американське видання The New York Times охарактеризувала промову як «пряму протилежність» інавгураційній промові Трампа (в якій Трамп говорив про «американську бійню»), оскільки Байден закликав покласти край «нецивільній війні».